# Kết dính (khoa học máy tính)
Trong lập trình máy tính, kết dính (tiếng Anh: cohesion) đề cập đến mức độ mà các yếu tố bên trong một mô đun thuộc về nhau. Do vậy, sự kết dính đo lường sức mạnh của mối quan hệ giữa các thành phần tính năng trong một mô đun nhất định. Ví dụ, trong hệ thống với tính kết dính cao, các tính năng có mối quan hệ chặt chẽ.
Kết dính là một loại thứ tự đo lường và thường được mô tả là “kết dính cao” (high cohesion) hay “kết dính thấp” (low cohesion). Mô đun với độ kết dính cao thường được ưa chuộng hơn, bởi vì kết dính cao gắn liền với một số điểm mong muốn của phần mềm, bao gồm tính chắc chắn (robustness ), tin cậy (reliability), tái sử dụng (reusability), và có thể hiểu được (understandability). Ngược lại, kết dính thấp gắn liền với những điểm không mong muốn như khó duy trì, kiểm thử, tái sử dụng hay thậm chí là hiểu được.